# ルイビル (原子力潜水艦)
|          |                                            |
| 艦歴     |                                            |
| 発注     | 1982年2月11日                              |
| 起工     | 1984年9月24日                              |
| 進水     | 1985年12月14日                             |
| 就役     | 1986年11月8日                              |
| 退役     | 2020年8月6日                               |
| 除籍     | 2021年3月9日                               |
| その後   | 原子力艦再利用プログラム                   |
| 母港     | ハワイ州真珠湾                             |
| 性能諸元 |                                            |
| 排水量   | 満載：6,185 トン、 基準：5,789 トン        |
| 全長     | 110.3 m (362 ft)                           |
| 全幅     | 10 m (33 ft)                               |
| 喫水     | 9.4 m (31 ft)                              |
| 最大速   | 水上25 kt (46 km/h)、 水中30+ kt (56 km/h) |
| 潜行深度 | 290 m (950 ft)                             |
| 機関     | S6G reactor 1基                            |
| 乗員     | 士官12名、兵員98名                         |
| 兵装     | VLS 12門、 21インチ魚雷発射管 4門          |
| モットー | Best of the Breed                          |
|          |                                            |

ルイビル(USS Louisville, SSN-724)は、アメリカ海軍のロサンゼルス級原子力潜水艦の37番艦。艦名はケンタッキー州ルイビルに因んで命名された。その名を持つ艦としてはノーザンプトン級重巡洋艦3番艦(CA-28)以来4隻目。
ルイビルは BQQ-10 ARCI ソナー用の試験台として運用される。同ソナーは既製のコンピューター・コンポーネントが組み込まれ、モジュール化による容易な改良を行うことができる。

## 艦歴
ルイビルの建造は1982年2月11日にコネチカット州グロトンのジェネラル・ダイナミクス・エレクトリック・ボート社に発注され、1984年9月24日に起工した。1985年12月14日にキンケイド・マッキー夫人によって命名、進水し、1986年11月8日に艦長チャールズ・E・エリス大佐の指揮下就役した。
1987年1月にルイビルはパナマ運河を通過し、サンディエゴのポイント・ロマ海軍補給基地を母港とする第11潜水戦隊に配属された。
サンディエゴを拠点として、ルイビルは数度の西太平洋配備を行った。1988年から89年にかけてルイビルは韓国、日本、タイ、フィリピン、グアムを訪問した。
1991年1月から2月にかけて砂漠の嵐作戦が行われ、ルイビルはアメリカ海軍潜水艦による第二次世界大戦以来の戦闘哨戒巡航を行った。哨戒は太平洋、インド洋から紅海まで14,000カイリを高速で潜行した。1月19日の正午直後にルイビルは砂漠の嵐作戦において最初のトマホーク巡航ミサイルをイラク国内の目標に向けて発射した。これは戦闘において発射された最初のトマホークであった。この哨戒の功績でルイビルは海軍殊勲部隊章を受章した。
1992年7月にルイビルは太平洋で空母戦闘集団と展開する最初の攻撃型潜水艦となった。ルイビルは短期間であるが、潜水艦の速度記録を達成している。
野球用品会社のルイビル・スラッガー社は、ルイビルの湾岸戦争での功績をたたえて記念のバットを作成した。乗組員はそれぞれバットを受け取った。バットはルイビルの艦内に展示されている。
ルイビルは2020年8月6日に退役、2021年3月9日に除籍された。